# Ciklus pesmi
Ciklus pesmi je skupina z motivi ali témo povezanih pesmi. Vse pesmi v ciklusu ustvari en avtor. 
Primeri:
- Sonetje nesreče, France Prešeren
- An Die Ferne Geliebte, opus 98, Ludwig van Beethoven